# Carnaval (film, 1953)
Pour les articles homonymes, voir Carnaval (homonymie).
Pour plus de détails, voir Fiche technique et Distribution.
Carnaval est un film français réalisé par Henri Verneuil et sorti en 1953.

## Synopsis
M. Dardamelle, architecte à Aix-en-Provence, est marié à Francine, une jeune et jolie femme dépensière. Lorsqu'il refuse de lui payer sa dernière robe, furieuse, elle lui jette à la figure qu'il est cocu. La réaction de Dardamelle est plutôt surprenante. Il proclame à tous qu'il est cocu, qu'il n'a pas à s'en cacher et que cela prouve que sa femme a du tempérament. Celle-ci se retrouve vite dans une situation embarrassante, son amant, Arthur, n'ayant aucune intention d'abandonner ses autres maîtresses pour elle. Ce qui se vivait facilement dans le secret change d'être connu de tous. Finalement, Dardamelle offre à sa femme la robe tant désirée et la fait défiler sur un char du carnaval, se tenant à ses pieds avec d'autres cocus. Francine découvre que son mari l'aime et tout rentre dans l'ordre.

## Fiche technique
- Titre : Carnaval ;  Dardamelle (titre alternatif)
- Réalisation : Henri Verneuil, assisté de Christian Gaudin et Pierre Arlen
- Scénario et dialogue : Marcel Pagnol d'après la pièce d'Émile Mazaud Dardamelle
- Décors : Robert Giordani
- Photographie : André Germain
- Montage : Raymonde Bianchi, Jean Bianchi
- Musique : Raymond Legrand (éditions Le Troubadour) ; Jean Manse (paroles)
- Son : Marcel Royné
- Production : Marcel Pagnol, Charles Pons
- Société de production : Société Nouvelle des Films Marcel Pagnol
- Pays :  France
- Format :  Noir et blanc - 35 mm - 1,37:1 - Son mono 	(RCA)
- Genre : Comédie
- Durée : 90 min
- Date de sortie : 
  - Monaco :  25 mai 1953 à Monte-Carlo
  - France : 25 septembre 1953 à Paris

## Distribution
- Fernandel : Dardamelle, architecte
- Jacqueline Pagnol : Francine Dardamelle
- Manuel Gary : Arthur, l'amant de Francine
- Pauline Carton : Toinette, la bonne
- Saturnin Fabre : le docteur Caberlot
- Mireille Perrey : Isabelle, la cousine
- Géo Dorlys : Léveillé, le commis architecte
- Henri Arius : le maire
- Antonin Berval : le commissaire de police
- Renée Passeur : la baronne de Lambrequin
- Nina Myral : la belle-mère
- Charles Blavette : Lambrequin
- Jacques Josselin : Rostaing
- Alexandre Arnaudy : le curé
- Bréols : un client
- Jean Mello : un client
- Jean Panisse : Bacaral, un client
- Michel Marsay : M. Arthur
- Marcel Raine
- Max Mourron

et avec le concours des carnavaliers d'Aix-en-Provence

## Production
Le tournage a eu lieu du 26 février au 30 mars 1953 dans les studios de Marseille et, pour les extérieurs, à Aix-en-Provence (cours Mirabeau, place de la Rotonde, place des 4 Dauphins, rue Portalis) et à Marseille (parc Borély).